# Puta
Puta er i romerske mytologi gudinde for beskæring af træer. Om end hun kun er kendt fra en enkel omtale af den tidlige kristne apologist Arnobius.